# Deutsche Fechtmeisterschaften 1996
Bei den Deutschen Fechtmeisterschaften 1996 wurden Einzel- und Mannschaftswettbewerbe in den Disziplinen Herrendegen, Herrensäbel und Herrenflorett ausgetragen. Bei den Damen wurde neben Florett auch Degen gefochten, Meisterschaften im Damensäbel gab es erstmals 1999. Da es im Einzel kein Gefecht um den dritten Platz gab, teilten sich diesen die beiden Halbfinalisten. Die Meisterschaften wurden vom Deutschen Fechter-Bund organisiert.

## Herren

### Florett (Einzel)
| Platz | Sportler              | Verein                |
| ----- | --------------------- | --------------------- |
| 1     | Udo Wagner            | FC Tauberbischofsheim |
| 2     | Christian Schlechtweg | SC Berlin             |
| 3     | Wolfgang Wienand      | OFC Bonn              |
| 3     | Thomas Theuerkauff    | ETuF Essen            |

### Florett (Mannschaft)
| Platz | Verein                | Sportler |
| ----- | --------------------- | -------- |
| 1     | FC Tauberbischofsheim |          |
| 2     | ETuF Essen            |          |
| 3     | Heidenheimer SB       |          |

### Degen (Einzel)
| Platz | Sportler          | Verein                |
| ----- | ----------------- | --------------------- |
| 1     | Mariusz Strzałka  | FC Tauberbischofsheim |
| 2     | Elmar Borrmann    | FC Tauberbischofsheim |
| 3     | Günther Krajewski | FC Tauberbischofsheim |
| 3     | Ingo Grausam      | Heidenheimer SB       |

### Degen (Mannschaft)
| Platz | Verein                | Sportler |
| ----- | --------------------- | -------- |
| 1     | OFC Bonn              |          |
| 2     | FC Tauberbischofsheim |          |
| 3     | Heidenheimer SB       |          |

### Säbel (Einzel)
| Platz | Sportler          | Verein                |
| ----- | ----------------- | --------------------- |
| 1     | Felix Becker      | TSV Bayer Dormagen    |
| 2     | Steffen Wiesinger | FC Tauberbischofsheim |
| 3     | Jörg Kempenich    | OFC Bonn              |
| 3     | Michael Huchwajda | FC Tauberbischofsheim |

### Säbel (Mannschaft)
| Platz | Verein                | Sportler |
| ----- | --------------------- | -------- |
| 1     | FC Tauberbischofsheim |          |
| 2     | OFC Bonn              |          |
| 3     | TSV Bayer Dormagen    |          |

## Damen

### Florett (Einzel)
| Platz | Sportler             | Verein                |
| ----- | -------------------- | --------------------- |
| 1     | Anja Fichtel-Mauritz | FC Tauberbischofsheim |
| 2     | Martina Gutermuth    | OFC Bonn              |
| 3     | Rita König           | FC Tauberbischofsheim |
| 3     | Monika Weber         | OFC Bonn              |

### Florett (Mannschaft)
| Platz | Verein                | Sportler |
| ----- | --------------------- | -------- |
| 1     | FC Tauberbischofsheim |          |
| 2     | TSV Bayer Dormagen    |          |
| 3     | OFC Bonn              |          |

### Degen (Einzel)
| Platz | Sportler         | Verein                |
| ----- | ---------------- | --------------------- |
| 1     | Eva-Maria Ittner | Fechtclub Offenbach   |
| 2     | Katja Nass       | Fechtclub Offenbach   |
| 3     | Denise Holzkamp  | FC Tauberbischofsheim |
| 3     | Claudia Bokel    | OFC Bonn              |

### Degen (Mannschaft)
| Platz | Verein                | Sportler                                                |
| ----- | --------------------- | ------------------------------------------------------- |
| 1     | Fechtclub Offenbach   | Eva-Maria Ittner Katja Nass Tschendel Kerstin Ackermann |
| 2     | Heidenheimer SB       |                                                         |
| 3     | FC Tauberbischofsheim |                                                         |